# Halla Heberg
Halla Heberg är en tätort i Kungsbacka kommun i Hallands län.
Halla Heberg är ett tätbebyggt område på norra delen av Onsalahalvön.

## Befolkningsutveckling
| Befolkningsutvecklingen i Halla Heberg 1975–2020                                                                                                   | Befolkningsutvecklingen i Halla Heberg 1975–2020 | Befolkningsutvecklingen i Halla Heberg 1975–2020 | Befolkningsutvecklingen i Halla Heberg 1975–2020 | Befolkningsutvecklingen i Halla Heberg 1975–2020 |
| --- | ------------------------------------------------ | ------------------------------------------------ | ------------------------------------------------ | ------------------------------------------------ |
| |                                                  |                                                  |                                                  |                                                  |
| År |                                                  |                                                  | Folkmängd                                        | Areal (ha)                                       |
| 1975 | 1975                                             |                                                  | 361                                              |                                                  |
| 1980 | 1980                                             |                                                  | 403                                              |                                                  |
| 1990 | 1990                                             |                                                  | 667                                              | 48                                               |
| 1995 | 1995                                             |                                                  | 536                                              | 45                                               |
| 2000 | 2000                                             |                                                  | 509                                              | 45                                               |
| 2005 | 2005                                             |                                                  | 509                                              | 45                                               |
| 2010 | 2010                                             |                                                  | 518                                              | 46                                               |
| 2015 | 2015                                             |                                                  | 1 647                                            | 410                                              |
| 2020 | 2020                                             |                                                  | 1 751                                            | 418                                              |
| Anm.: Ny tätort 1975. Sammanvuxen med tätorten Lerkil samt småorterna Furuliden, Gräppås, Gärdet, Källåsberget och Småkulla 2015 och Gräppås 2023. |                                                  |                                                  |                                                  |                                                  |